# Vinařice (ort i Tjeckien, Ústí nad Labem)
Vinařice är en ort i Tjeckien.   Den ligger i regionen Ústí nad Labem, i den nordvästra delen av landet, 50 km väster om huvudstaden Prag. Vinařice ligger 306 meter över havet och antalet invånare är 228.
Terrängen runt Vinařice är varierad. Runt Vinařice är det ganska glesbefolkat, med 23 invånare per kvadratkilometer. Närmaste större samhälle är Louny, 10,3 km norr om Vinařice. Omgivningarna runt Vinařice är en mosaik av jordbruksmark och naturlig växtlighet.